# Columna Enciso
La columna Enciso fue una unidad de milicias que operó al comienzo de la Guerra civil española.

## Historial
Fue constituida poco después del estallido de la contienda por el capitán José María Enciso, que era comandante del batallón presidencial —de hecho el batallón constituiría el núcleo principal de la columna—. La columna «Enciso» tuvo un papel activo en la batalla de Madrid, en noviembre de 1936, durante la cual Enciso recibió el mando de uno de los sectores de la defensa de Madrid (que comprendía desde la carretera de La Coruña hasta la carretera de Húmera. Sus fuerzas destacaron durante los combates desarrollados en la Casa de Campo. A finales de 1936 la columna constituyó la base para formar la nueva 44.ª Brigada Mixta del Ejército Popular de la República.